# Estadio Japoma
El estadio Japoma o estadio Omnisports de Duala es un estadio multiusos ubicado en la localidad de Japoma en la ciudad de Duala, Camerún. Posee una capacidad para 50 000 asientos, que también tendrá canchas de básquetbol, voleibol, tenis y balonmano; una piscina olímpica de 8 carriles, centros de conferencias, centros comerciales, un hotel de lujo de cuatro estrellas y un estacionamiento. El estadio se utilizará principalmente para el fútbol, pero también tendrá una pista de atletismo.
El estimado para el estadio Japoma es que cueste alrededor de $ 143 millones con el 75 por ciento del proyecto financiado por Türk Eximbank.
En 2021 será uno de los seis estadios sedes de la Copa Africana de Naciones 2021.

## Construcción
La construcción del Estadio Japoma comenzó el 21 de febrero de 2017. Se dice que el estadio se completará en 20 meses. 
El proyecto es del estudio AECOM, mientras que la gestión de las obras y la coordinación general se han confiado a Leonardo Cameroun sarl, que pertenece al estudio italiano Leonardo srl del arquitecto Salvatore Re.

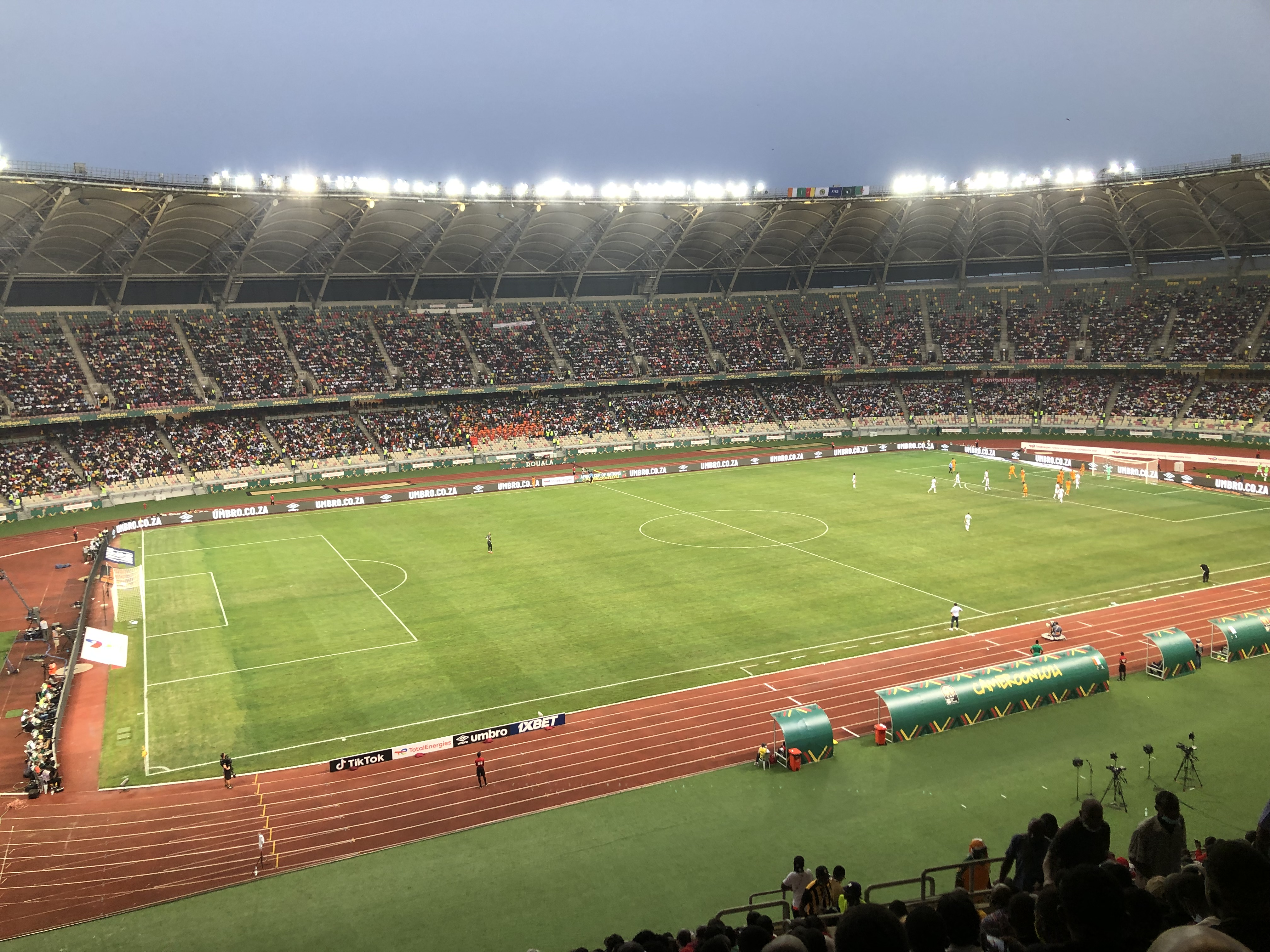

## Eventos Importantes

### Copa Africana de Naciones 2021
- El Estadio Japoma albergó ocho partidos de la Copa Africana de Naciones 2021.
| Fecha               | Selección #1      | Resultado      | Selección #2      | Ronda                 |  |
| ------------------- | ----------------- | -------------- | ----------------- | --------------------- |  |
| 11 de enero de 2022 | Argelia           | 0–0            | Sierra Leona      | Primera fase, Grupo E |  |
| 12 de enero de 2022 | Guinea Ecuatorial | 0–1            | Costa de Marfil   | Primera fase, Grupo E |  |
| 16 de enero de 2022 | Costa de Marfil   | 2–2            | Sierra Leona      | Primera fase, Grupo E |  |
| 16 de enero de 2022 | Argelia           | 0–1            | Guinea Ecuatorial | Primera fase, Grupo E |  |
| 20 de enero de 2022 | Costa de Marfil   | 3–1            | Argelia           | Primera fase, Grupo E |  |
| 20 de enero de 2022 | Malí              | 2–0            | Mauritania        | Primera fase, Grupo F |  |
| 26 de enero de 2022 | Costa de Marfil   | 0–0 (4-5 pen.) | Egipto            | Octavos de final      |  |
| 29 de enero de 2022 | Gambia            | 0–2            | Camerún           | Cuartos de final      |  |